# Pterolophia casta
Pterolophia casta là một loài bọ cánh cứng trong họ Cerambycidae.